# فیلم ۱۲۰

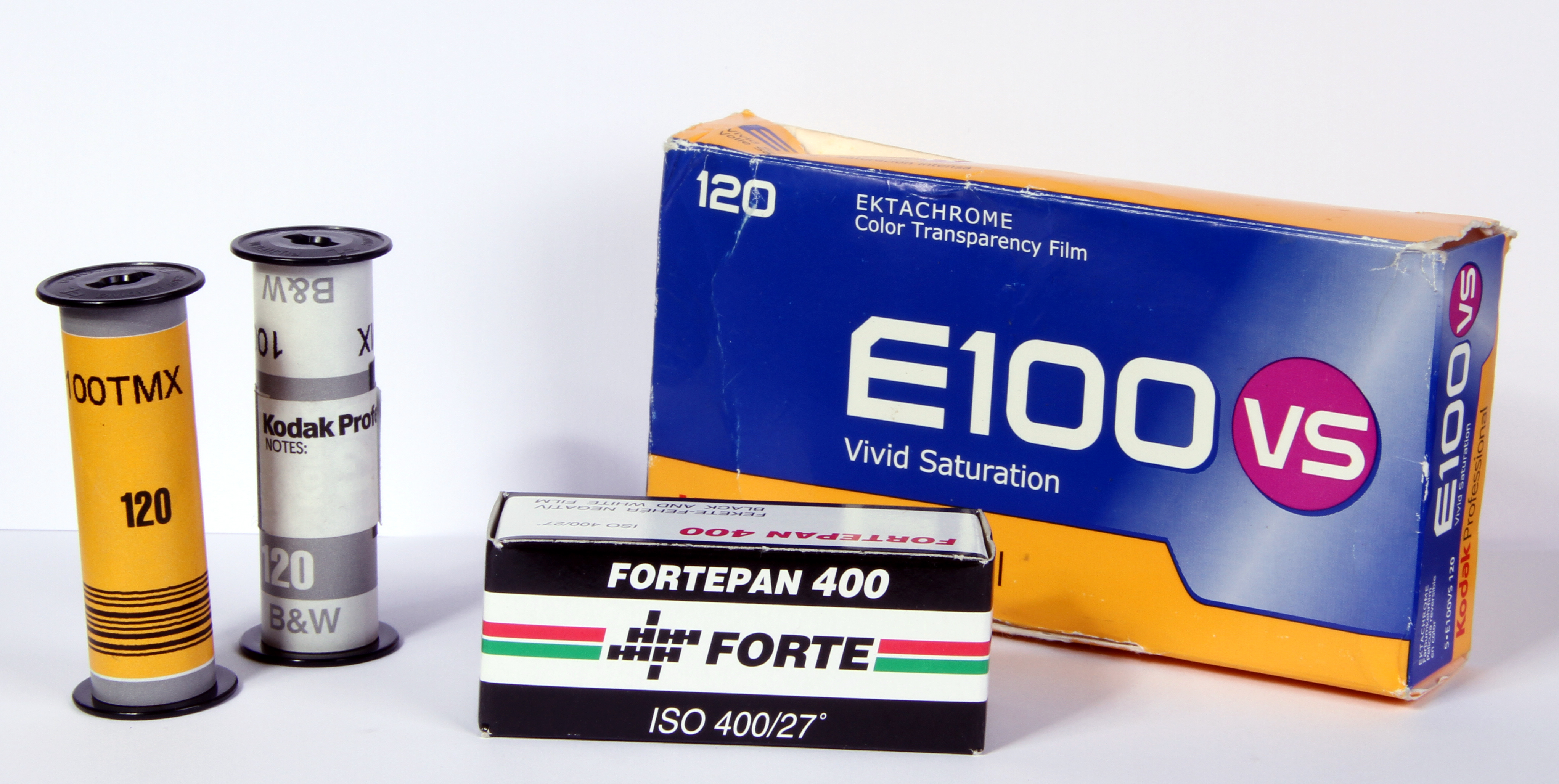
چند نوع فیلم سیاه و سفید، رنگی و اسلاید ۱۲۰

فیلم ۱۲۰ نوعی از فیلم قطع متوسط برای عکاسی ثابت است که در سال ۱۹۰۱ میلادی توسط شرکت ایستمن کداک به بازار عرضه شد. این نوع فیلم در ابتدا برای بازار مبتدی و مصرف‌کننده استفاده می‌شد اما در نهایت توسط فیلم ۱۳۵ (۳۵ میلی‌متری) در این نوع بازارها جایگزین شد. در حال حاضر فیلم ۱۲۰ و فیلم مشابه‌اش فیلم ۲۲۰، بیشتر برای مصارف حرفه‌ای و مبتدی پیشرفته بکار می‌روند. از مزیتهای این فیلم نسبت به قطع‌های کوچکتر می‌توان قابلیت درشت‌سازی بیشتر (در صورت استفاده از ابزار حرفه‌ای) و کمتر به چشم آمدن دانه‌های فیلم در درشت‌نمایی‌های پایین، را نامبرد.

## خصوصیات
فیلم ۱۲۰ از نواری از فیلم با کاغذ پشتیبان تشکیل شده که به دور قرقره‌ای پلاستیکی یا فلزی پیچده شده‌است. برخلاف فیلم ۱۳۵ که داخل کارتریج‌های فلزی عایق به نور قرار می‌گیرد، فیلم‌های ۱۲۰ فقط به نواری از کاغذ سیاه چسبانده می‌شوند. این خصوصیت باعث می‌شود که خطر تابانده شدن غیرعمدی نور به این نوع فیلم بیشتر باشد، بخصوص اگر دوربین استفاده شده فیلم نورد دیده را شل و غیر محکم به دور قرقره فیلم بپیچاند. انتهای فیلم معمولاً دارای نواری چسبناک برای محکم نگهداشتن فیلم نور دیده است.
فیلم ۲۲۰ شباهت بسیاری به فیلم ۱۲۰ دارد، با این تفاوت که طول آن دو برابر است و فقط در ابتدا و انتهای نوار فیلم کاغذ پشتیبان وجود دارد.

## اندازه‌های متداول
| نام قطع | نسبت (Aspect ratio) | اندازه (میلیمتر) | تعداد عکس | تعداد عکس |
| نام قطع | نسبت (Aspect ratio) | اندازه (میلیمتر) | ۱۲۰       | ۲۲۰       |
| ------- | ------------------- | ---------------- | --------- | --------- |
| ۴٫۵ × ۶ | ۱٫۳۵:۱              | ۴۱٫۵ × ۵۶        | ۱۵ یا ۱۶  | ۳۰ تا ۳۲  |
| ۶ × ۶   | ۱:۱                 | ۵۶ × ۵۶          | ۱۲ یا ۱۳  | ۲۴ تا ۲۷  |
| ۷ × ۶   | ۱٫۲۵:۱              | ۷۰ × ۵۶          | ۱۰        | ۲۱        |
| ۸ × ۶   | ۱٫۳۷:۱              | ۷۷ × ۵۶          | ۹         | ۱۹        |
| ۹ × ۶   | ۱٫۵:۱               | ۸۴ × ۵۶          | ۸         | ۱۸        |
| ۱۲ × ۶  | ۲٫۱:۱               | ۱۱۸ × ۵۶         | ۶         | ۱۲        |
| ۱۷ × ۶  | ۳:۱                 | ۱۶۸ × ۵۶         | ۴         | ۹         |
| ۲۴ × ۶  | ۴:۱                 | ۲۲۴ × ۵۶         | ۳         | ۶         |